# Caso de incesto de Moe
O caso de incesto de Moe surgiu em fevereiro de 2007 quando uma mulher, identificada como M por motivos legais, relatou à Polícia de Victoria na cidade australiana de Moe, Victoria, que o seu pai de 63 anos, RSJ, a havia estuprado, abusado fisicamente e a aprisionado na sua própria casa entre 1977 e 2005.

## Acontecimento
A polícia sabia do suposto abuso desde 2005, quando M o reportou, mas não pôde agir porque M não queria cooperar depois de o seu pai ameaçar violentar a sua mãe e irmãos.
A família J era conhecida pelas autoridades há mais de 30 anos na época em que o abuso veio à tona; três dos seis filhos de RSJ com a sua esposa morreram e os outros passaram algum tempo sob os cuidados do Estado. As alegações surgiram pela primeira vez numa reportagem, que disse que as autoridades não haviam investigado depois de serem alertadas sobre o abuso anos antes.
Durante os anos em que foi abusada, M deu à luz a quatro filhos do seu pai, cada um em grandes hospitais da capital do estado, Melbourne. Uma criança, uma menina, morreu de graves problemas de desenvolvimento cerebral e respiratório às onze semanas de idade; dois dos meninos sobreviventes são seriamente deficientes intelectuais; e o terceiro menino tem um grande distúrbio da fala e problemas na interação social. Nenhuma das crianças tinha o pai registado nas suas certidões de nascimento, levantando preocupações sobre por que não foram feitas perguntas na época. A mãe da vítima diz não ter tido conhecimento de qualquer abuso, apesar de dividir a casa com a sua filha, marido e netos até 2005.

## Julgamento
RSJ foi acusado de 83 crimes de abuso sexual pela polícia em junho de 2008, depois que testes de ADN mostraram que ele era o pai dos filhos de M. M e os seus três filhos sobreviventes foram levados para os cuidados das autoridades vitorianas.
RSJ compareceu ao tribunal em novembro de 2009, onde confessou-se culpado de dez acusações de incesto, duas acusações de agressão indecente de uma menina menor de 16 anos e uma acusação de agressão comum . Ele pediu que as restantes 70 acusações contra ele fossem levadas em consideração.
Durante a sua sentença em fevereiro de 2010, a juíza do tribunal do condado, Susan Pullen, disse: 
"Você contaminou a sua filha por muitos anos regularmente. A sua ofensa envolveu uma grave quebra dos laços de confiança. Descrever o seu tratamento para com a sua filha como terrível é um eufemismo grosseiro."
RSJ foi condenado a 22 anos e cinco meses de prisão sem liberdade condicional de 18 anos e será colocado no registo de agressores sexuais pelo resto da sua vida. Levando em consideração o tempo em que este em custódia, ele só terá direito à liberdade condicional em fevereiro de 2027 aos 84 anos.
O seu recurso contra a sentença foi indeferido em 29 de junho de 2012.